# 天王星號
天王星號或尤利納斯號（ウラヌス、192?年 - 1945年3月28日）是1932年洛杉磯奧林匹克運動會馬術障礙賽金牌得主日本陸軍大佐西竹一的愛馬。於法國出生。品種是盎格魯諾曼，血統則不明。馬毛色為深栗子色（栃栗毛）。

## 概要

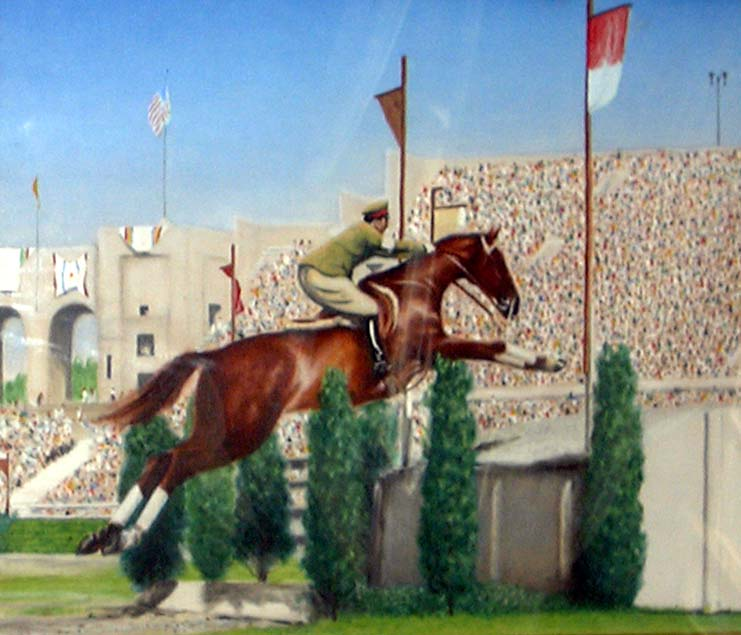
洛杉磯奧林匹克運動會馬術

1930年4月，天王星由西竹一於意大利購入。當時原馬主今村安不能駕御天王星並想將其出售的事傳到西竹一那裡，就這樣西竹一在試騎後以私費支付了6000里拉。天王星的特徵為額上有星形，身高（到肩為止的高度）達181厘米的頗大馬身。據說其性格相當激烈，除西竹一外無人能駕馭。西竹一與天王星曾多次在歐洲不同的大會中獲獎，而在洛杉磯奧林匹克運動會更獲得金牌。其他的，是在4年後參加柏林奧林匹克運動會等。而於洛杉磯奧林匹克運動會中，天王星在飛越160厘米障礙之際自行修正馬身而防範了錯誤為其留下的一大逸話。
天王星在引退後被送進馬事公苑渡過余生，其後西竹一於硫磺岛之戰戰死，天王星後來就像追隨西竹一樣而病死。其遺體有一說為埋葬於馬事公苑，而另一說為在陸軍獸醫學校埋葬後因空襲而丟失。戰後，西竹一在硫磺島臨終時所手握天王星的鬃毛被美國發現，現在收藏於本別町歷史民俗資料館之中。

## 關連項目
- 騎兵
- 栗林忠道
- 來自硫磺島的信 ※上述關於天王星及其小故事於劇中有所觸及。

## 外部連結
- （日語）